# Freddie Wolff
Frederick Ferdinand (Freddie) Wolff (Hong Kong, 13 oktober 1910 - Marylebone, 26 januari 1988), was een Brits atleet.

## Biografie
Wolff was startloper van de Britse 4x400 meter ploeg die tijdens de Olympische Zomerspelen 1936 de gouden medaille won in een Europees record van 3.09,0.

## Persoonlijke records
| Onderdeel | Prestatie | Datum |
| --------- | --------- | ----- |
| 400 m     | 48,6 s    | 1934  |

## Palmares

### 4x400m estafette
- 1936:  OS - 3.09,0

1912: Sheppard, Lindberg, Meredith, Reidpath ·
1920: Griffiths, Lindsay, Ainsworth-Davis, Butler ·
1924: Cochran, Helffrich, MacDonald, Stevenson ·
1928: Baird, Alderman, Spencer, Barbuti ·
1932: Fuqua, Ablowich, Warner, Carr ·
1936: Wolff, Rampling, Roberts, Brown ·
1948: Harnden, Bourland, Cochran, Whitfield ·
1952: Wint, Laing, McKenley, Rhoden ·
1956: Jenkins, Jones, Mashburn, Courtney ·
1960: Yerman, Young, G. Davis, O. Davis ·
1964: Cassell, Larrabee, Williams, Carr ·
1968: Matthews, Freeman, James, Evans ·
1972: Asati, Nyamau, Ouko, Sang ·
1976: Frazier, Brown, Newhouse, Parks ·
1980: Valiulis, Linge, Tsjernetski, Markin ·
1984: Nix, Armstead, Babers, McKay ·
1988: Everett, Lewis, Robinzine, Reynolds ·
1992: Valmon, Watts, Johnson, Lewis ·
1996: Harrison, Smith, Mills, Maybank ·
2000: Bada, Chukwu, Monye, Udo-Obong  ·
2004: Harris, Brew, Wariner, Williamson ·
2008: Merritt, Taylor, Neville, Wariner ·
2012: Brown, Pinder, Mathieu, Miller ·
2016: Hall, McQuay, Roberts, Merritt ·
2020: Cherry, Norman, Deadmon, Benjamin ·
2024: Bailey, Norwood, Deadmon, Benjamin